# GZ Media
GZ Media ist der weltweit größte verbliebene Schallplattenproduzent mit Sitz im Okres Beroun, Tschechien. Das Presswerk hat eine Kapazität von bis zu 20 Millionen Vinyl-Platten pro Jahr. Seit 1988 werden auch optische Medien hergestellt.

## Geschichte
Im Gebäude der ehemaligen Baumwollspinnerei Loděnice nahmen im Jahre 1951 die Gramofonové závody Loděnice die Produktion von Schallplatten auf, wenig später wurden in dem Werk die ersten Magnettonbänder in der Tschechoslowakei hergestellt. 1988 produzierten die Gramofonové závody Loděnice die ersten CDs der Tschechoslowakei. 
Nach der politischen Wende entstand aus den Gramofonové závody Loděnice das Unternehmen GZ Digital Media a.s., das mit 1.400 Beschäftigen größter Arbeitgeber in der Region Beroun war und eine Jahresproduktion von sechs Millionen Vinyl erreichte.
In den 1990er Jahren wurde durch die CD der Tiefpunkt der Produktion mit 400.000 Schallplatten pro Jahr erreicht. Seitdem steigt die Produktion wieder an. Nachdem im Jahr 2015 25 Millionen Schallplatten hergestellt wurden, wollen die Tschechen eine Fabrik in Kanada eröffnen und Anteile an einem Presswerk in den Vereinigten Staaten erwerben.